# Syllepte semivialis
Syllepte semivialis là một loài bướm đêm trong họ Crambidae.